# Izolacija od ovčje vune
Izolacija od ovčje vune ima toplinska izolacijska svojstva koja su slična mineralnoj vuni. Niski toplinska koeficijent toplinske vodljivosti k zamotuljka ovčje vune je 0,039 W/m K na 10 °C, što je slično ostalim vlaknastim izolatorima. Prikupljena prirodna vuna isprana je nekoliko puta da bi uklonio lanolin, te se zatim miješa s poliesterom koji pomaže da zadrži svoj oblik. Zamotuljak vune općenito sadrži 85% vune pomiješane s 15% poliestera. Ovčja vuna je prirodno vlakno dobiveno od potpuno obnovljivog izvora. Čišćenje, izlaganje zraku i toplinska obrada vezivanja tijekom proizvodnje troši minimalnu energiju. Ona koristi samo 14% energije koja se inače koristila za proizvodnju izolacije od mineralne vune.
Ovčja vuna je higroskopna i stoga će apsorbirati i osloboditi vodenu paru, ne narušavajući njezinu toplinsku učinkovitost. Kod hladnog vremena, ovčja vuna apsorbira toplinu iz vlage u zraku, što joj omogućuje da se smanji gubitak topline iz zgrade. U toplo vrijeme, oslobađanje vlage ima učinak hlađenja na vlakna koja smanjuje protok topline u zgradi. Vuna ima višu vatrootpornost od celuloze i celularno plastičnih izolatora. Topi se kada dođe u dodir s izvorom plamena, ali bi se trebala sama i ugasiti. Tretirana je s neopasnim vatrootpornim sredstvom kako bi poboljšala svoju vatrootpornost, zapaljivost i površinu širenja plamena.
Ovčja je vuna uobičajeno dostupna u zamotuljcima u širini od 400 mm ili 600 mm ,te u tri debljine: 50 mm, 75 mm i 100 mm. Ovčja je vuna pogodna za toplinsku izolaciju tavana, potkrovlja, drvenih zidova i drvenih podova.

## Svojstva ovčje vune
Ovčja vuna može se rezati veoma lako s oštrim nožem ili škarama i ne zahtijeva nikakvu zaštitnu opremu za ugradnju. Ovčja se vuna prilagođava obliku potkrovlja, greda i čavala, te osigurava trajnu prilagođenost. Kada se ispravno ugradi zadržava svoju nisku gustoću i toplinsku izvedbu, te će imati životni vijek više od 50 godina. Ovčja vuna je moguće osjetljiva na glodavce, te im može služiti kao materijal za gniježđenje, ali zamotuljci vune se tretiraju s insekticidom od moljaca ili kukaca.
Vuna ima višu vatrootpornost od celuloze i celularno plastičnih izolatora. Topi se kada dođe u dodir s izvorom plamena, ali bi se trebala sama i ugasiti. Tretirana je s neopasnim vatrootpornim sredstvom, kako bi poboljšala svoju vatrootpornost, zapaljivost i površinu širenja plamena.
Ovčja vuna ima izolacijska svojstva koja su jednakovrijedna izolaciji od mineralne vune. Ukupna debljina izolacijskog materijala od 250 mm, kada je postavljen na mjeru u podu potkrovlja, imat će koeficijent prolaska topline U  od 0,16 W/m2K. Niski koeficijent toplinske vodljivosti k zamotuljka ovčje vune je 0,039 W/m K na 10°C, što je slično ostalim vlaknastim izolatorima.

## Druge primjene ovčje vune
Još jedna primjena ovčje vune je korištenje kao ekološko gnojivo. Vuna se pretvara pomoću strojeva za peletiranje u pelete koji se mogu koristiti u poljoprivredi i vrtlarenju. Ona je ekološka i ne zahtjeva pranje. U Austriji, Njemačkoj i Italiji se već preradjuje i koristi na taj način.